# Scott Feiner
Scott Feiner (* 5. März 1968 in New York City; † 1. März 2023) war ein US-amerikanischer Jazzmusiker (Gitarre, Pandeiro).

## Leben und Wirken
Feiner erwarb den Bachelor of Music in Jazz-Studien/Gitarre an der Hartt School of Music, an der er u. a. Unterricht bei Jackie McLean in Jazzgeschichte hatte. 1990 kehrte er nach New York City zurück und wurde in der dortigen Jazzszene aktiv. In den folgenden Jahren leitete er an zwei Abenden in der Woche Bands im Augie’s (inzwischen Smoke) in Manhattan. In dieser Zeit nahm er zwei Alben auf – Under the Influence und Feiner’s Keepers – mit Musikern wie dem Organisten Larry Goldings und dem Saxophonisten Joel Frahm. 1999, während seiner ersten Reise nach Brasilien, entdeckte Feiner die Pandeiro, eine in der brasilianischen Musik gespielte, kleine Rahmentrommel mit Schellenkranz, das Instrument, mit dem er sich mit neuer musikalischer Ausdrucksform beschäftigen sollte. 2001 zog er nach Rio de Janeiro, um sich mehr mit dem Pandeiro-Spiel und der brasilianischen Musik zu beschäftigen. 
Feiner spielte darauf in Rio mit Musikern der Samba- und Choro-Szene, um sein musikalisches Projekt „Pandeiro Jazz“ zu entwickeln. Dies wurde erstmals auf dem gleichnamigen Album von 2006 (Delira Música) dokumentiert, das er in New York mit Freddie Bryant, Joel Frahm und Joe Martin aufnahm. Es folgten das Album Dois Mundos (Biscoito Fino, 2008), aufgenommen in Rio de Janeiro mit dem Trompeter Jessé Sadoc, dem Saxophonisten Marcelo Martins, dem Pianisten David Feldman und dem Bassisten Alberto Continentino. Es wurde für einen Latin Grammy Award 2009 nominiert. Feiners drittes Album Accents (Zoho Music) erschien 2010, gefolgt von A View from Below (2014).